# Igreja da Misericórdia de Esposende
A Igreja da Misericórdia, está situada no centro histórico da cidade com a capela mor acoplada  ao edifício da Câmara Municipal e a porta principal voltada a Rua Rodrigues de Faria. Diz-se que por volta de 1650 teria sido fundada, mas referências antigas parecem indicar que o primitivo templo da Misericórdia é anterior a 1650
É um Templo de planta rectangular, com a fachada voltada a sul, é um templo sóbrio reflectindo bem o gosto do ecletismo historicista que caracteriza as fachadas das igrejas de fim do século. Tais elementos estão patentes nas molduras da porta que remata em arco abatido, na janela circular que ilumina o interior, nos denteados e “guttae” que decoram portas e janelas, nos motivos vegetalistas, no frontão interrompido que remata em aletas, nos pináculos e coruchéus que decoram os ângulos do edifício, nos motivos que emolduram o escudo da Misericórdia encimado pela coroa real inserido no alto da fachada.
O interior, à excepção da Capela do Senhor Jesus dos Mareantes, é sóbrio e de uma só nave. O coro e o púlpito são em madeira com incrustações de metal, o tecto está estucado e na capela mor, embora esbatidos, há restos de pintura com motivos vegetalistas datável, possivelmente, do século XVIII. Motivos semelhantes aparecem ao longo da cornija. No altar mor destaca-se um retábulo, em tela pintada, cujo motivo principal está na representação iconografia de Nossa Senhora da Misericórdia, obra datada do início do século XVII. Da mesma altura parece ser uma pequena Pietá colocada num nicho da Capela mor.

## Capela do Senhor dos Mareantes

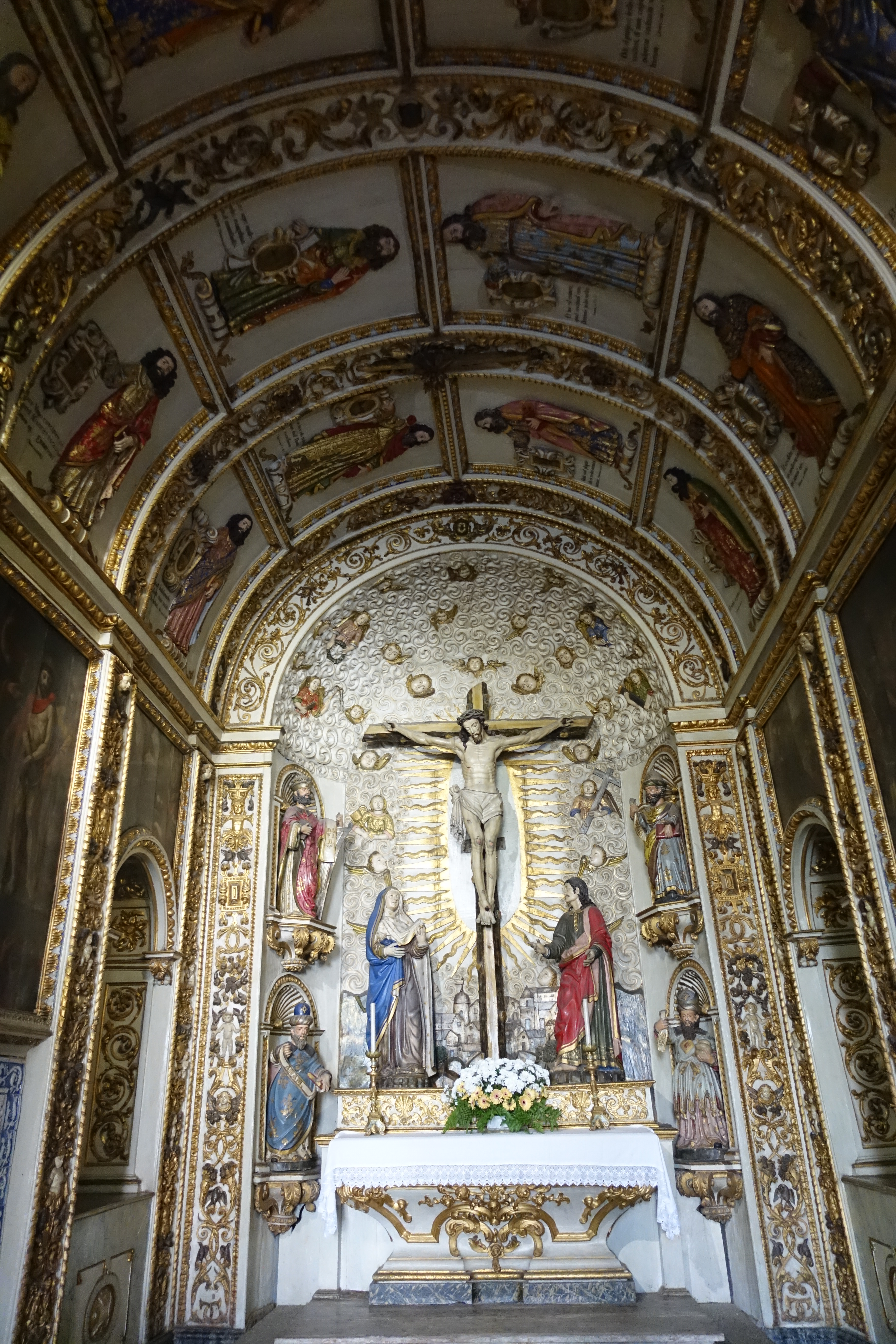
Capela do Senhor dos Mareantes

No interior da igreja encontra-se a Capela do Senhor dos Mareantes que foi classificada como imóvel de interesse público em 1977. A origem da capela está ligada à doação de uma imagem de Cristo, nos finais do século XVI.
No teto em caixotões em madeira pintados de branco estão representados em relevo os doze profetas messiânicos, agrupados em três grupos de quatro.
Junto ao arco da entrada estão Oseias, Joel e Micheas (Miqueias), no grupo central encontra-se Isaías, Nahum, Jeremias e Ezequiel e ao fundo surgem Daniel, Ageu, Zacarias e Malaquias. Em cada um dos profetas está escrito o seu nome.
No altar-mor da capela encontra-se exposta uma imagem de Cristo Crucificado. A imagem ergue-se contra um painel de madeira, desenhado com uma mandorla de raios esculpidos e cercada por cabeças de anjos.
A capela apresenta ainda dois nichos que ladeiam o altar-mor, onde estão representadas algumas passagens da vida de Cristo. Do lado da Epístola o “Encontro de Jesus com a Pecadora Samaritana junto do Poço de Job” e do lado do Evangelho o “Encontro de Cristo com Zaqueu”. Sobre estes nichos que abrigam painéis colaterais, vêem-se ainda duas pinturas a óleo, a do lado direito representando a “Agonia do Horto” e a do lado esquerdo “A Queda a Caminho do Calvário”.